# Winfried Küppers

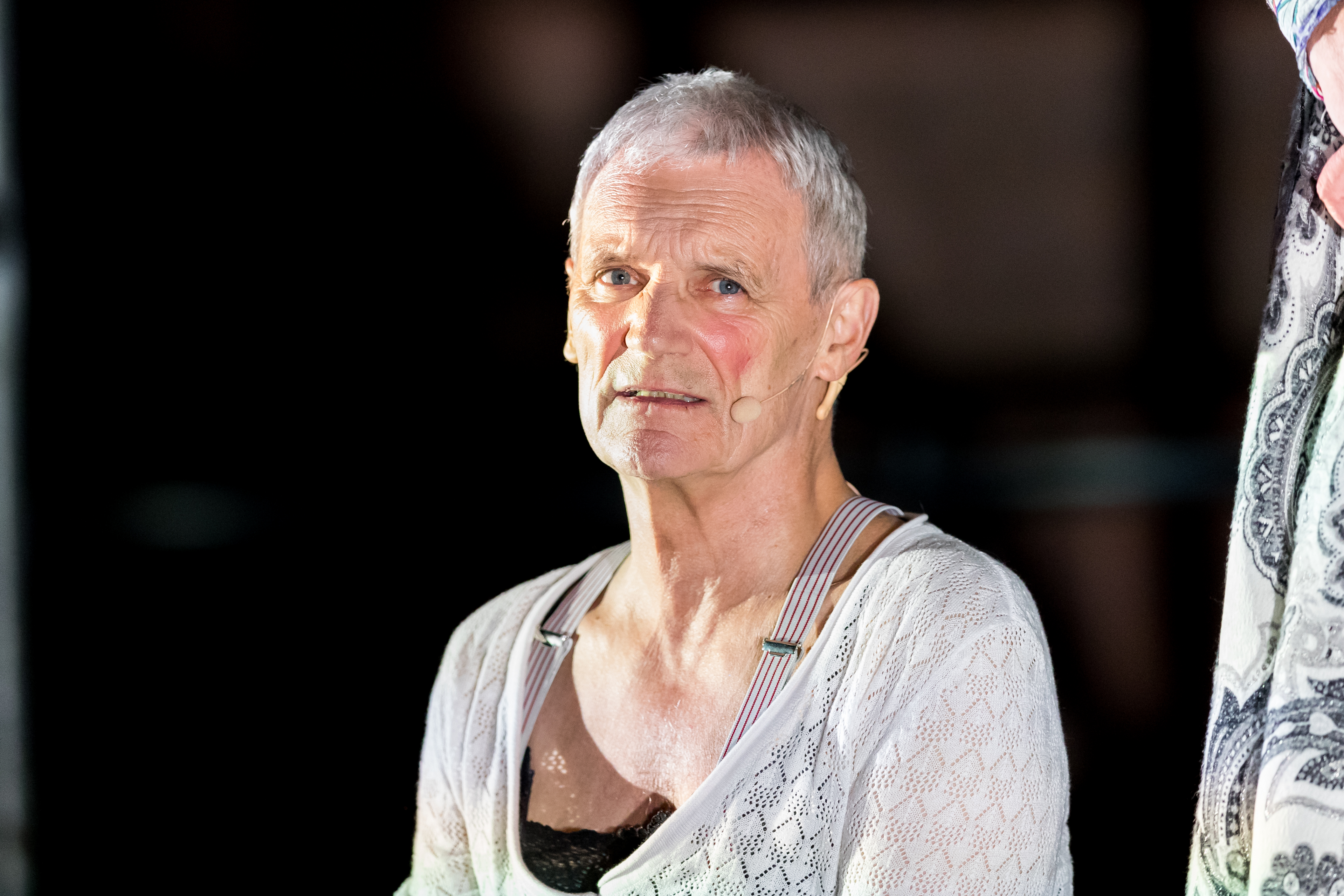
Winfried Küppers 2019 als Frigga bei den Nibelungenfestspielen

Winfried Küppers (* 1944 in Herborn) ist ein deutscher Schauspieler, Theaterschauspieler und Synchronsprecher. In den 1970er Jahren lieh Küppers mehreren Figuren der Augsburger Puppenkiste seine Stimme.

## Leben
Winfried Küppers wurde im Dezember 1944 in Herborn geboren. Aufgewachsen ist er in Köln. Von 1965 bis 1968 besuchte er die Staatliche Hochschule für Musik und darstellende Kunst in Frankfurt am Main. Schon während des Studiums spielte er an den Städtischen Bühnen in Frankfurt. 1968 wechselte er an das Landestheater in Schleswig und war bis zum Jahr 2016 immer im festen Engagement an Theatern in Braunschweig, Augsburg, Darmstadt, Mainz, und von 1996 bis 2016 in Düsseldorf. Darauf folgten Gastengagements in Köln, bei den Nibelungenfestspielen Worms, in Bregenz, am Residenztheater München und dem Oldenburgischen Staatstheater. Er wohnt in Düsseldorf und spielt nach wie vor Theater.

## Privates
Winfried Küppers hat eine Tochter und drei Söhne.

## Filmografie

### Filme
- 1968: Die Bremer Stadtmusikanten
- 1980: Luftwaffenhelfer
- 1980: Tatort: Herzjagd
- 1999: Frank
- 2001: Die Frau, die Freundin und der Vergewaltiger/Die Frau, die Freundin und das dunkle Geheimnis
- 2002: Liebesdienste
- 2003: Sommernachtstod
- 2011: Linda geht tanzen
- 2014: Rückkehr zum Garten meiner Mutter

### Serien
- 1999: Alarm für Cobra 11 – Die Autobahnpolizei (Folge Tödliche Ladung)
- 2005: Speer und er (Folgen Spandau und Die Strafe)
- 2009: Alarm für Cobra 11 – Die Autobahnpolizei (Folge Das Komplott)[3]

## Synchronisationen

### Augsburger Puppenkiste (Auswahl)
- 1973: Das kalte Herz (Rolle: Peter Munk)
- 1976: Jim Knopf und Lukas der Lokomotivführer (Rolle: Jim Knopf)
- 1976: Geschichten aus Holleschitz (Rolle: Kater Mikesch)
- 1977: Das Sams – Eine Woche voller Samstage (Rolle: Mann im roten Sacko)
- 1977: Jim Knopf und die wilde 13 (Rolle: Jim Knopf)
- 1978: Lord Schmetterhemd (Rolle: Häuptling Schneller Bison)
- 1985: Fünf auf dem Apfelstern (Rolle: Chinaboy)
- 1989: Eine kleine Zauberflöte (Rolle: Papageno)[4]